# Petar Popović (basket-ball, 1959)
Pour les articles homonymes, voir Petar Popović.
Petar Popović, né le 13 juillet 1959 à Kraljevo en Yougoslavie, est un joueur et entraîneur de basket-ball croate ayant remporté la médaille d'argent avec la Yougoslavie lors du championnat d'Europe de basket-ball 1981. Il est le père de Marko Popović, joueur international de basket-ball. Joueur pendant près de vingt saisons pour le club de KK Zadar, il en est une figure historique. Il devient entraîneur de ce club à deux reprises, d'abord en 2001 puis en 2006. 